# El Tirachinas
El tirachinas era un programa esportiu radiofònic espanyol, dedicat en la seva majoria al futbol, que s'emetia a la Cadena COPE tots els dies, a partir de la mitjanit. El seu director i presentador principal era José Antonio Abellán Hernández. El programa era presentat els divendres i dissabtes per Juanma Rodríguez.
El programa va començar les seves emissions el 2000 enfocat al públic que va deixar Supergarcía després de marxar a Onda Cero, i des de llavors fins a la seva desaparició era el segon en audiència en la seva franja horària. Va rebre l'Antena de Oro de ràdio de l'any 2002.

## Història
El 2000, la direcció de la Cadena COPE va encarregar José Antonio Abellán Hernández, aleshores director de La Jungla de Cadena 100, la creació d'un programa de ràdio esportiu en la mitjanit, que després de la marxa de José María García a Onda Cero pogués competir enfront del llavors líder d'aquesta franja horària, El larguero de José Ramón de la Morena. L'espai va començar les seves emissions l'1 de setembre de 2000.
Va tractar de canviar l'estil de ràdio esportiva de José María García donant cabuda l'humor; així, el seu director, José Antonio Abellán Hernández, va batejar a l'espai amb el títol de El tirachinas a causa d'una frase recurrent del mateix García, antecessor seu i que havia canviat d'aires perquè ells tenien un transatlàntic (referint-se al Grup Prisa) i nosaltres anàvem amb un tirachinas.
L'espai va ser, al llarg dels seus deu anys d'existència, segon en el seu horari segons l'EGM d'audiència nocturna, sempre darrere de El larguero de la Cadena SER. Abellán va arribar a reunir a les matinades de la COPE a prop de mig milió d'oïdors entre 2000 i 2010, distanciant-se així de la programació d'Onda Cero, tercera en audiència: Supergarcía, primer, i Al primer toque després.
La sintonia amb la qual tots els dies començava el programa era el Concierto de Aranjuez de Joaquín Rodrigo, versionat el 1979 pel trompetista estatunidenc Herb Alpert.
José Antonio Abellán dirigia el programa de dilluns a divendres, des de la mitjanit fins a dos quarts de dues de la matinada; els dissabtes, d'onze i mitjana de la nit a una de la matinada, van fer substitucions presentadors com Luis Munilla, Juanma Rodríguez o Melchor Ruiz. També s'emetia per les freqüències locals de Rock & Gol.
L'estiu de 2010 i després de successives polèmiques sobre la marxa d'Abellán de l'emissora, l'emissora renova l'espai per a tres temporades més. No obstant això, la sortida al panorama comercial radiofònic del gruix de l'equip d'esports de la Cadena SER trastoca els plans i l'equip d'Abellán és defenestrat, i desallotjats molts dels seus membres en favor del grup capitanejat per Paco González.
El 27 d'agost de 2010, Melchor Ruiz tanca el teló radiofònic d' El tirachinas deu anys després del seu naixement.
| « | És el número 3.446, i no hi haurà més [...]. Així doncs, aquest tirachinas, que ha estat acompanyant-te durant els últims deu anys, nit rere nit, no tornarà a sonar més perquè avui, 26 d'agost de 2010, el tanquem definitivament. Havia pensat en alguna música especial per a tancar-lo; he decidit que la millor música possible era la pròpia sintonia d'aquest tirachinas, que ha estat en antena durant els últims deu anys i que avui ho fa per última vegada. Aquí sona, per última vegada, la sintonia de El tirachinas. | » |

L'endemà, 28 d'agost, van començar les emissions d' El Partido de las 12, espai successor d' El tirachinas en la programació de la Cadena COPE que dirigeix i presenta Joseba Larrañaga.

## L'equip
L'equip d' El tirachinas va estar format pels següents periodistes:
- José Antonio Abellán, director i presentador.
- Carles Fité, subdirector.
- Luis Munilla, redactor. Presentava el programa esportiu de Rock & Gol.
- Miguel Ángel Muñoz, redactor cap. Era el responsable del seguiment del Reial Madrid
- Juanma Rodríguez, redactor cap. En la penúltima temporada, va presentar l'edició del divendres; així mateix, va dirigir Los deportes en la Palestra en Madrid, sent molt polèmics els seus comentaris en aquest programa.
- Javier Pérez Sala, narrador principal de Tiempo de juego als partits del Reial Madrid i la Selecció Espanyola de Futbol.
- Ricardo Altable, redactor.
- Álvaro Coutelenq, redactor i especialista en futbol sala. També va ser presentador del programa esportiu de Rock & Gol.
- Pilar Casado, redactora especialista en bàsquet. Provinent de Cadena 100, l'emissora musical del Grup Cope.
- Luis Malvar, redactor cap. Encarregat de la informació del handbol.
- Isaac Fouto, redactor i antic copresentador, al costat d'Abellán, de Tiempo de juego.
- Begoña Pérez, corresponsal de la Cadena Cope a Londres.
- Vicente Del Bosque, comentarista i seleccionador nacional.
- Marcos López, analista i expert en futbol internacional. Autor del bloc Futbolitis, així com del llibre amb el mateix títol.
- Juan Fierro, corresponsal a Washington.
- Walter García, comentarista (veu en off). També dirigia La Hora de Walter a COPE Cantàbria, el programa més escoltat del panorama radiofònic de la regió.
- José Luis Carazo, comentarista.
- Rafael Sánchez, antic animador i presentador de Tiempo de juego.
- Javier Jurado, redactor i sense fil del Getafe CF a Tiempo de juego.
- Carlos Vanaclocha, productor. Coordinava als col·laboradors i s'encarregava d'elaborar l'agenda poliesportiva del cap de setmana per a Tiempo de juego.
- Carlos Sáez, redactor i narrador en Tiempo de juego.
- Santi Duque, redactor i narrador en Tiempo de juego.
- Gemma Santos, redactora i encarregada del seguiment de l'Atlètic de Madrid. Presentava els concursos en Tiempo de juego, musicals a Rock & Gol i l'edició esportiva de La Palestra dels dissabtes.
- Melchor Ruiz, redactor i especialista en tennis. Va presentar l'edició del divendres, així com les substitucions en dies laborables. També va ser el director de l'últim programa de El tirachinas.
- Bernd Schuster, exfutbolista i entrenador. Comentava les nits dels dimarts.
- José Luis Gil, redactor de COPE Barcelona.
- José Miguélez, director esportiu del diari Público.
- Quique Guasch, encarregat de la informació esportiva del FC Barcelona.
- Kiko Narváez, exfutbolista, analista dels dilluns en El tirachinas i a Tiempo de juego.
- Rafael Martín Vázquez, exfutbolista i comentarista de Tiempo de juego.
- Manolo Sanchís, exfutbolista i comentarista del Reial Madrid a Tiempo de juego.
- Eduardo Inda, director del diari Marca.
- Tomeu Maura, director esportiu de COPE Mallorca.

A més, i encara que no participaven en veu present, formaven part de l'equip:
- Rubén Uría, redactor. Encarregat de la secció esportiva de COPE en Internet.
- Omar Candelas, redactor encarregat del departament de documentació i el gabinet de premsa. A més feia l'anuari d'El tirachinas.
- Fernando Baquero, productor. Dirigia les gires d'El tirachinas.
- María Jesús Sánchez, gerent. Coordinava a tots els viatgers quan el programa es traslladava, a més d'organitzar l'agenda de José Antonio Abellán.

També van formar part de l'equip, encara que posteriorment van sortir d'ell abans del tancament de les emissions:
- Alfonso Azuara, periodista.
- Miguel Ángel Rodríguez, periodista i col·laborador d'Agropopular.
- Luis Fernández, entrenador.
- Tomás Roncero, subdirector del diari As.
- Valentín Martín, periodista encarregat de la producció.
- Eduardo Berraondo, col·laborador.
- Alberto Comesaña, col·laborador.
- Pizo Gómez, exfutbolista i director esportiu de COPE Navarra.
- Andoni Cedrún, exfutbolista.
- Marcos Alonso, exfutbolista i entrenador.
- Carlos Goñi, cantautor espanyol i vocalista del grup Revólver.
- Grupo Risa, format per Óscar Blanco, Fernando Echeverría i David Miner. Eren els encarregats d'El Radiador, la secció d'humor del programa que van dirigir fins a agost de 2010.
- Luis Guijarro, periodista.
- Elena Meneses, periodista.
- Gaspar Rosety, narrador estrella anterior a l'arribada de Javier Pérez Sala.
- Johan Cruyff, exfutbolista.
- Javier Gómez Matallanas, redactor cap i col·laborador de Marca que va abandonar el programa per a passar a ser director adjunt de As.
- Edu García, antic presentador de Tiempo de juego que va abandonar la cadena per a fitxar per Radio Marca, on presenta l'espai Marcador.